# Sechs Kies
Sechs Kies（ジェクスキス、朝: 젝스키스）は、韓国の4人組男性アイドルグループ(結成時は6人)。韓国アイドル界第1世代。グループ名はドイツ語で「6つの水晶」とされている。
ファンクラブもしくはファンの総称は「YellowKies(イェローキス)」、公式応援カラーは黄色。略称は「ジェッキ」。

## 概要
1997年4月15日にDSPメディアより「学園別曲<학원별곡>」でデビュー。当時H.O.T.と韓国アイドル界の二大巨頭と呼ばれるほどの人気を享受していたが、2000年5月20日のドリームコンサートを最後に突然解散した。人気絶頂期の突然の解散であったため、その理由については様々な原因が噂されたが、メンバーと所属事務所間の不和が解散の決定的な理由であったという説が有力であり、メンバーも同様の理由を仄めかす内容を放送等で言及している。一部ファンが所属事務所の前で解散に抗議するデモを行なったが、解散の決定を覆すことはできなかった。
2016年4月14日に人気テレビ番組の企画に出演したことをきっかけに再結成を発表し、活動を再開。現在はYGエンターテインメントに所属。

## メンバー
| 名前                      | 画像 | |
| ------------------------- | ---- | --- |
| ウン・ジウォン (은지원)   |      | - 生年月日 : 1978年6月8日（47歳） - 出身地 : 大韓民国 ソウル特別市 - ポジション : リーダー, メインラッパー, サブボーカル - 活動期間 : 1997年 4月15日 ~2000年 5月20日、2016年4月14日~ |
| イ・ジェジン (이재진)     |      | - 生年月日 : 1979年7月13日（45歳） - 出身地 : 大韓民国 釜山広域市 - ポジション : ラッパー, ダンサー, サブボーカル - 活動期間 : 1997年 4月15日 ~2000年 5月20日、2016年4月14日~        |
| キム・ジェドク (김재덕)   |      | - 生年月日 : 1979年8月7日（45歳） - 出身地 : 大韓民国 釜山広域市 - ポジション : ラッパー, ダンサー - 活動期間 : 1997年 4月15日 ~2000年 5月20日、2016年4月14日~                       |
| チャン・スウォン (장수원) |      | - 生年月日 : 1980年7月16日（44歳） - 出身地 : 大韓民国 京畿道富川市 - ポジション : ボーカル - 活動期間 : 1997年 4月15日 ~2000年 5月20日、2016年4月14日~                              |

| 元メンバー              | 元メンバー |
| ----------------------- | --- |
| カン・ソンフン (강성훈) | - 生年月日 : 1980年2月22日（45歳） - 出身地 : 大韓民国 ソウル特別市 - ポジション : メインボーカル - 活動期間 : 1997年 4月15日 ~2000年 5月20日、 2016年4月14日~2018年 12月31日 - 2018年12月31日付でYGとの契約解除、活動を休止                      |
| コ・ジヨン (고지용)     | - 生年月日 : 1980年7月1日（44歳） - 出身地 : 大韓民国 ソウル特別市 - ポジション : ボーカル - 活動期間 : 1997年 4月15日 ~2000年 5月20日 - 再結集のきっかけとなった2016年のテレビ企画には出演したが、グループ活動には参加せず、企業経営者として生活 |

## 結成
メンバーの中でウン・ジウォンとカン・ソンフンが最初にスカウトされた。その後、チャン・スウォン、キム・ジェドク、イ・ジェジン、コ・ジヨンがグループに加わった。
当時ウン・ジウォンとカン・ソンフンはハワイ留学中だったが、ハワイを訪れたDSPの社長イ・ホヨンとウン・ギョンピョ（プロデューサー、ジェクスキスの名づけの親）がウン・ジウォンのバイト先のクラブ社長に男性デュオを作る計画があると相談を持ち掛けた。そこで紹介されたウン・ジウォンとカン・ソンフンにその場でオーディションを行い、歌手デビューをオファーしたという。二人は韓国に帰国し、DSPの研修生としてデュオでのデビューを目指した。
しかしSM事務所所属の5人組の男性アイドルグループH.O.T.が「CANDY」でメガヒットを飛ばすと、社長はH.O.Tをベンチマークして6人組のアイドルグループにコンセプトを変更し追加メンバーの募集を始めた（6人組のH.O.Tを売り出すことにした）。チャン・スウォンは友人の付き添いでオーディションに出向いたが、当の友達は落ち、付き添いのはずの自分が合格となった。オーディションで特技を聞かれた際に「何もありません」と答えた率直さが気に入られたという。次いで学生時代から既にダンスで地元釜山で人気があり、イ・ジュノ（ソテジワアイドゥルのメンバー）が経営する事務所の研修生だったイ・ジェジンとキム・ジェドクがスカウトされた。最後は学校一の美男子として有名だったコ・ジヨンが、カン・ソンフンの紹介でメンバーに加わった。
2016年、MBCの人気番組「ラジオスター」にジェクスキスが出演した時、ジェクスキスのメンバーたちも知らない結成当時の裏話が明らかになった。
初期メンバーのウン・ジウォンとカン・ソンフン以外のメンバーを決めるためにはカン・ソンフンの了承が必要だったという。突然デュオから6人組に流れが変わってしまったために「それならば僕は辞める」と反発したカン・ソンフンに社長が「君が了承した人をメンバーとして入れる」と提案した。カン・ソンフンはオーディションで社長の隣でメンバーを選んだという。
オーディションで「何も出来ない」と答えるチャン・スウォンの率直な性格が気に入ったカン・ソンフンは、社長に「彼に決めましょう」と耳打ちしたと言う。キム・ジェドクは非常にダンスが上手だったことで最初から社長が合格を出していた。イ・ジェジンはボディウェーブが上手だったため、ポッピングダンスが得意なキム・ジェドクとの相性が良さそうというカン・ソンフンの思惑があったという。コ・ジヨンはカン・ソンフンの小学校からの親友で、カン・ソンフンの推薦でジェクスキスに合流した。

## 16年ぶりの復帰
MBCの国民的人気バラエティ番組「無限に挑戦」の特別企画「土曜日・土曜日は歌手だ！ シーズン2（ 土土歌２）」で解散後16年ぶりにスペシャルライブを行った。
2016年5月11日、YGエンターテインメントと専属契約を締結したと正式に発表。現在自身の会社を経営してビジネスマンとしての生活をしているコ・ジヨンを除いた5人のメンバーは16年ぶりにジェクスキスとして芸能界に完全復帰した。デビュー時の所属事務所DSPとは専属契約を結ばずに活動しており、またジェクスキスの商標権を申請していなかったために、再結成、新事務所との契約時に商標権等の法的問題が発生せずにスムーズに活動を再開できた。
2016年6月1日 MBC「ラジオスター」出演を皮切りに、6月10日 KBS「ユ・ヒヨルのスケッチブック」にて、再結成後初めて音楽番組に出演、6月19日にはSBS「ファンタスティックデュオ」に出演。
2016年9月10日～11日、再結成記念コンサートをソウルオリンピック体操競技場にて開催し、2万人以上の観客を動員した。コンサートタイトルである「YELLOW NOTE」は、ラストアルバムのタイトルだった「BLUE NOTE」の悲しみを越え、ファンと一緒に始める新しい章という意味をこめてリーダーのウン・ジウォンが直接付けた。このコンサートで新曲 「THREE WORDS (セダノ)」も初公開された。
2016年10月1日に釜山で開かれた「Busan One Asia Festival」(SBSにて生放送)の開幕公演に出演、代表曲「カップル」をはじめとする5曲を披露した。ジェクスキスのファンはこの公演のために全国各地から貸切バス60台を動員、約6千人が集結し、大きな注目を集めた。
2016年10月7日には、16年ぶりの新曲である 「THREE WORDS (セダノ)」がデジタルシングルとしてリリースされ、公開と同時に韓国の全ての音源チャートで1位を記録した。また、GAONチャートの2016年10月月間総合チャートにて1位を獲得した。
2016年11月19日にソウルで開催された「2016 MelOn MUSIC AWARDS」にて、特別賞「名誉の殿堂(Hall of Fame)」賞を受賞。17年ぶりとなる音楽授賞式出演と受賞、音楽番組出演などの活動はしていなかった「THREE WORDS (セダノ)」を初めて放送で披露したことなどで話題になった。
2016年12月1日には、過去のヒット曲10曲をリメイクしたアルバム「2016 Re-ALBUM」をリリースした。12月4日に放送されたSBS人気歌謡に出演し、トリプルタイトル曲である「カップル」、「恋情」、「騎士道」のステージを披露するなど、本格的に放送活動を展開すると同時に、12月10日(大邱)及び24～25日(釜山)には、「Yellow Note Tour」というタイトルでツアーコンサートを開催した。
2017年1月13日に開かれた第31回「ゴールデンディスク賞」ではベスト男性グループパフォーマンス賞を受賞し、1997年、98年、99年に本賞を受賞したこの授賞式に、再びグループとして立つ事になった。1月19日には1998年に大賞を受賞した「ソウル歌謡大賞」で本賞を受賞した。これら授賞式での「2世紀にわたっての受賞」で、ジェクスキスは彼らの歴史を刻み続けていく事になった。
2016年4月、16年ぶりにグループを再結成してから様々な記録を生み出し、「奇跡のような時間を過ごした」ジェクスキスは、2017年1月21～22日にソウルで、前年9月からおよそ4か月間にわたって続けてきた復帰記念コンサートの終止符を打つ「Yellow Note Final」を開催した。この場でジェクスキスは、「デビュー20周年となる2017年には記念コンサートの開催、新アルバムの発表など、引き続き活発な活動を予定している」と公表し、9か月に及ぶ復帰活動の第一幕を締めくくった。

## エピソード
- ファンクラブ
  - 1990年代の活動当時のファンクラブ名称は「D.S.F」(Dear Sechskies Friend)であったが、2016年の再結成再活動に伴い「YELLOWKIES(略称「イェルキ」)」[注 7]としてファンクラブを新たに立ち上げた。応援用風船を初めとした公式応援カラーは黄色。[37]

- 「ブラックキス」と「ホワイトキス」
  - ジェクスキスはデビュー当初から「ブラックキス」と「ホワイトキス」の二つに分かれていた。ブラックキスのメンバーはウン・ジウォン、イ・ジェジン、キム・ジェドク、ホワイトキスのメンバーはカン・ソンフン、コ・ジヨン、チャン・スウォン。デビュー当初はブラックキスは黒やダークカラーの衣装、ホワイトキスは白、またはブライトカラーの衣装を着る等コンセプトとパートを明確に分けていたが、後期にはメンバー全員が統一された衣装を着る事が多くなった。
  - ブラックキスとホワイトキスをK-POPで最初のユニットとして見る事も出来るが、90年代から00年代初頭の韓国アイドル界では個人としての活動は許されず、完全体でしか活動が出来なかった為にユニットとしての実質的活動はない。

- 「Thanks」と「You're Welcome」
  - 2000年5月18日に解散を発表したジェクスキスは、2000年7月にそれまで応援してくれたファンに対する感謝の気持ちを込めて「Thanks」という曲を公開した。これを受けてジェクスキスのファンクラブが2001年1月に返歌となる「You're Welcome」という曲を公開した。「You're Welcome」はファンが作曲から作詞、演奏、歌、アルバムの制作まで全てを手掛けた曲で、ファンが歌手に曲をプレゼントしたことで話題になった[38]。

## 作品

### シングル・アルバム
| 韓国発売                   | 韓国発売       | 韓国発売                      | 韓国発売 | 韓国発売 | 韓国発売                                                              | 韓国発売 |
|                            | リリース日     | タイトル                      | 主な収録曲 | 規格     | 販売形態・備考                                                        |          |
| -------------------------- | -------------- | ----------------------------- | --- | -------- | --------------------------------------------------------------------- | -------- |
| 正規1集                    | 1997年5月15日  | 学園別曲                      | 「学園別曲」、「男行く道（ポムセンポムサ）」、「恋情」、「背信感（裏切られた気持ち）」、「おぼえてくれる？」      | CD       |                                                                       |          |
| 正規2集                    | 1997年11月15日 | Welcome to the SechsKies Land | 「騎士道」、「じゃじゃ馬ならし」、「脱出」、「拒絶の理由」、「ジェッキのクリスマス」、「愛する君に」、「For You」 | CD       |                                                                       |          |
| 正規3集                    | 1998年7月22日  | Road Fighter                  | 「Road Fighter」、「無謀な愛」、「Say」、「Last」、「その日まで」, 「今だよ（Chance）」                           | CD       |                                                                       |          |
| 3.5集                      | 1998年10月30日 | Special                       | 「カップル」、「君を送りながら」、「祈祷」、「僕の気持ちをわかっている？」                                        | CD       |                                                                       |          |
| ライブアルバム             | 1999年3月1日   | SechsKies Live Concert        | 「Come to me baby」、「Flying love」                                                                              | CD       |                                                                       |          |
| 正規4集                    | 1999年9月7日   | Com'Back                      | 「Com'Back」、「予感」、「メビウスの輪」、「そのまま止まれ」                                                      | CD       |                                                                       |          |
| ラストアルバム             | 2000年5月30日  | Blue Note                     | 「Bye」 | CD       |                                                                       |          |
| デジタルシングル           | 2000年7月31日  | THANKS                        | 「THANKS」 | 音源     |                                                                       |          |
| デジタルシングル           | 2016年10月7日  | THREE WORDS                   | 「THREE WORDS」                                                                                                   | 音源     |                                                                       |          |
| リメイクアルバム           | 2016年12月1日  | 2016 Re-ALBUM                 | 「カップル」、「騎士道」、「恋情」、「THREE WORDS」                                                               | CD       | 2種(IN/OUT)展開。ブックレット(80P)、フォトカード、ポスター等付        |          |
| デビュー20周年記念アルバム | 2017年4月28日  | THE 20TH ANNIVERSARY          | 「BE WELL」、「SAD SONG」、「THREE WORDS」                                                                        | CD       | ブックレット(200P)、フォトカード、ポスター等付                        |          |
| 正規5集                    | 2017年9月21日  | ANOTHER LIGHT                 | 「SOMETHING SPECIAL」、「SMILE」                                                                                  | CD       | 2種(Type A/Type B)展開。ブックレット(64P)、フォトカード、ポスター等付 |          |
| ミニアルバム               | 2020年1月29日  | ALL FOR YOU                   | 「ALL FOR YOU」                                                                                                   | CD       | 2種(ALL/YOU)展開。ブックレット(96P)、フォトカード、ポスター等付       |          |
| デジタルシングル           | 2021年2月5日   | DON’T LOOK BACK               | 「DON’T LOOK BACK」                                                                                               | 音源     |                                                                       |          |

| 日本発売                   | 日本発売      | 日本発売                             | 日本発売                                                                    | 日本発売 | 日本発売   | 日本発売                                                                |
|                            | リリース日    | タイトル                             | 主な収録曲                                                                  | 規格     | 規格品番   | 販売形態・備考                                                          |
| -------------------------- | ------------- | ------------------------------------ | --------------------------------------------------------------------------- | -------- | ---------- | ----------------------------------------------------------------------- |
| デビュー20周年記念アルバム | 2017年7月19日 | THE 20TH ANNIVERSARY -Japan Edition- | 「BE WELL 日本語ver.」、「SAD SONG 日本語ver.」、「THREE WORDS 日本語ver.」 | CD       | AVCY-58497 | 告知ポスター付                                                          |
| デビュー20周年記念アルバム | 2017年7月19日 | THE 20TH ANNIVERSARY -Japan Edition- | 「BE WELL 日本語ver.」、「SAD SONG 日本語ver.」、「THREE WORDS 日本語ver.」 | CD+DVD   | AVCY-58496 | 告知ポスター・「BE WELL」「SAD SONG」「THREE WORDS」PV(日本語ver.)DVD付 |

### ミュージック・ビデオ
Sechs Kies - YouTubeチャンネル
| 年     | タイトル |
| ------ | --- |
| 2016年 | - THREE WORDS - YouTube ・ THREE WORDS(日本語ver.) - YouTube - COUPLE - YouTube                                                                             |
| 2017年 | - BE WELL - YouTube ・ BE WELL(日本語ver.) - YouTube - SAD SONG - YouTube ・ SAD SONG(日本語ver.) - YouTube - SOMETHING SPECIAL - YouTube - SMILE - YouTube |
| 2020年 | - ALL FOR YOU - YouTube |
| 2021年 | - DON’T LOOK BACK - YouTube |

### 映像作品
| 発売日         | タイトル                                                                 | 販売形態       | 仕様 |
| -------------- | ------------------------------------------------------------------------ | -------------- | --- |
| 2016年12月16日 | SECHSKIES SEASON'S GREETINGS [NEW KIDS ON THE BUSAN]                     | DVD            | DVD1枚(約100分/字幕:日、英、中、韓)、卓上カレンダー 、スケジューラー、カレンダーポスター、ポストカード5枚、フォトカード20枚、メッセージカード5枚                                                              |
| 2016年12月16日 | SECHSKIES SEASON'S GREETINGS [NEW KIDS ON THE BUSAN]                     | Blu-ray        | Blu-ray1枚(約100分/字幕:日、英、中、韓)、Blu-ray特典(レンチキュラーフォトカード)付 |
| 2017年1月25日  | 2016 SECHSKIES CONCERT [YELLOW NOTE]                                     | DVD            | DVD3枚(字幕:日、英、中、韓)、フォトブック(144P)、アコーディオンポストカード1枚、ポスター1枚 |
| 2017年2月1日   | 2016 SECHSKIES CONCERT [YELLOW NOTE]                                     | Blu-ray+DVD    | Blu-ray2枚+DVD1枚(字幕:日、英、中、韓)、フォトブック(144P)、アコーディオンポストカード1枚、ポスター1枚、Blu-ray特典(レンチキュラーフォトカード)付                                                             |
| 2017年5月30日  | SECHSKIES 20TH ANNIVERSARY PHOTOBOOK -The Portrait-                      | DVD            | MAKING FILM DVD1枚(字幕:日、英、中、韓)、フォトブック(415P)、両面ポスター1枚、フォトカード1枚 |
| 2017年6月8日   | SECHSKIES - THE 20TH ANNIVERSARY DVD [NEW KIES ON THE HONOLULU]          | DVD            | DVD2枚(150分/字幕:日、英、中、韓)、メイキングブック(136P)、ポスター(1枚)、ポストカード(1枚)、トラベル・ステッカー(1枚)、スタンディング・ペーパー(3種からランダムで1枚)                                        |
| 2017年7月7日   | THE 20TH ANNIVERSARY BLU-RAY [THE PORTRAIT] & [NEW KIES ON THE HONOLULU] | Blu-ray        | Blu-ray1枚(字幕:日、英、中、韓)、レンチキュラーフォトカード、マグネットフォト |
| 2017年6月28日  | 2017 SECHSKIES CONCERT [YELLOW NOTE] FINAL IN SEOUL                      | DVD            | DVD3枚(字幕:日、英、中、韓)、フォトブック(204P)、両面ポスター6枚、ポストカード5枚 |
| 2017年7月17日  | 2017 SECHSKIES CONCERT [YELLOW NOTE] FINAL IN SEOUL                      | Blu-ray+DVD    | Blu-ray2枚+DVD1枚(字幕:日、英、中、韓)、フォトブック(204P)、両面ポスター6枚、ポストカード5枚、Blu-ray特典(ハンカチ)付                                                                                         |
| 2017年9月26日  | 2017 SECHSKIES FANMEETING [YELLOWKIES DAY]                               | USB            | 16GB USB MEMORY CARD、フォトボード50枚、キャラクター・ステッカー1枚 |
| 2017年12月12日 | 2018 SECHSKIES SEASON'S GREETINGS                                        | DVD            | DVD1枚(約56分/字幕:日、英、中、韓)、卓上カレンダー 、スケジューラー、フォトボード5枚、カレンダーカード12枚、(初回限定特典：ポラロイド写真セット7枚)                                                           |
| 2017年12月29日 | SECHSKIES 無計画青春旅行                                                 | DVD            | DVD4枚(SEASON 1+2、約315分)、SEASON2フォトブック(136P)、マウスパッド、(初回限定特典：STANDING PAPER 1枚) |
| 2018年3月28日  | SECHSKIES EIGHTEEN                                                       | Blu-ray        | Blu-ray1枚(字幕:日、英、中、韓)、レンチキュラーフォトカード1枚、マグネットフォト1枚 |
| 2018年4月15日  | SECHSKIES THE 20TH ANNIVERSARY CONCERT LIVE FULL PACKAGE                 | Blu-ray+DVD+CD | Blu-ray1枚(字幕:日、英、中、韓)＋DVD3枚＋CD2枚、フォトブック(リハーサル(20P)＋ライブ(200P))、オリジナル・チケットブック                                                                                       |
| 2018年12月18日 | 2019 SECHSKIES SEASON'S GREETINGS                                        | DVD            | DVD1枚(約90分/字幕:日、英、中、韓)、卓上カレンダー 、スタンディングカレンダー、ミニカレンダー、スケジューラー(100P)、グリーティングカード(4枚)、フォトカード(2種ランダム)、(初回限定特典：STANDING PAPER 1枚) |
| 2019年1月30日  | 2018 SECHSKIES CONCERT LIVE CD & DVD                                     | DVD+CD         | DVD2枚(字幕:日、英、中、韓)＋CD2枚、フォトブック(200P)、ポスター4枚、フォトカード4枚、ジェクスキス・ドル紙幣(4種セット)                                                                                       |
| 2019年8月23日  | 2019 SECHSKIES in SUMMER PHOTOBOOK & DVD                                 | DVD            | DVD3枚(字幕:日、英、中、韓)、フォトブック(120P)、ジェクスキス・マウスパッド |
| 2020年12月18日 | SECHSKIES 2021 SEASON'S GREETINGS                                        | DVD            | DVD1枚(字幕:日、英、中、韓)、カレンダー (卓上、ミニ) 2種セット、スケジュール帳(200P)、直筆フォーチュンカード・スティッカー、ジェクスキス・マウスパッド                                                        |

## 受賞歴
| 年度     | 受賞年度 |
| -------- | --- |
| 1997年度 | - 第13回《大韓民国映像音盤大賞(現・ゴールデンディスク賞)》本賞 - KMTV《歌謡大典》新人賞 - 第8回《ソウル歌謡大賞》10大歌手賞 - 《SBS歌謡大祭典》10大歌手賞 - 《KBS歌謡大祝祭》本賞 - 《MBC10大歌手歌謡祭》10大歌手賞 |
| 1998年度 | - 第5回《大韓民国演芸芸術賞》青少年重唱歌手賞 - 第14回《大韓民国映像音盤大賞(現・ゴールデンディスク賞)》本賞 - KMTV《歌謡大典》人気歌手賞 - 第9回《ソウル歌謡大賞》本賞 - 第9回《ソウル歌謡大賞》大賞 - 《MBC韓国歌謡祭》30歳未満の国民が選んだ人気歌手賞 - 《KBS歌謡大祝祭》青少年部門今年の歌手賞 - 《SBS歌謡大祭典》10大歌手賞 |
| 1999年度 | - 文化部長官表彰状 - 第6回《大韓民国演芸芸術賞》青少年重唱歌手賞 - 第15回《大韓民国映像音盤大賞(現・ゴールデンディスク賞)》本賞 - 《MBC 10大歌手歌謡祭》10大歌手賞 - 《KBS歌謡大祝祭》本賞 - 《SBS歌謡大祭典》10大歌手賞 - KMTV《歌謡大典》本賞 - 第10回《ソウル歌謡大賞》本賞                                                    |
| 2016年度 | - 2016《MelOn MUSIC AWARDS》「名誉の殿堂(Hall of Fame)」 - 第31回《ゴールデンディスク賞》男性グループパフォーマンス賞 - 第26回《ソウル歌謡大賞》本賞 - 第6回《ガオンチャートミュージックアワード》K-POP貢献賞 |
| 2017年度 | - 第7回《ガオンチャートミュージックアワード》今年の歌手賞 |

### 音楽番組1位
| 年度   | |
| ------ | --- |
| 1997年 | - 騎士道(기사도) - 12月7日 SBS「TV歌謡20」1位 - 12月14日 SBS「TV歌謡20」1位 - 12月21日 SBS「TV歌謡20」1位 |
| 1998年 | - 騎士道(기사도) - 1月4日 SBS「TV歌謡20」1位 - 1月11日 SBS「TV歌謡20」1位 (5週連続) - Crying Game - 7月7日 KBS「ミュージックバンク」MVP - Road Fighter - 7月28日 KBS「ミュージックバンク」MVP - 8月4日 KBS「ミュージックバンク」MVP - 8月18日 KBS「ミュージックバンク」（MVP通算3週） - 8月23日 SBS「人気歌謡」1位 - 8月30日 SBS「人気歌謡」1位（2週連続） - 無謀な愛(무모한 사랑) - 9月8日 KBS「ミュージックバンク」MVP - 9月15日 KBS「ミュージックバンク」MVP - 9月27日 SBS「人気歌謡」1位 - 10月11日 SBS「人気歌謡」1位（通算2週間） - 10月20日 KBS「ミュージックバンク」（MVP通算3週） - カップル(커플) - 12月19日 MBC「音楽キャンプ」1位 - 12月20日 SBS「人気歌謡」1位                            |
| 1999年 | - カップル(커플) - 1月2日 MBC「音楽キャンプ」1位 - 1月3日 SBS「人気歌謡」1位（2週連続） - 1月9日 MBC「音楽キャンプ」1位 - 1月16日 MBC「音楽キャンプ」1位（3週連続、BEST OF BEST、通算4週） - 君を送りながら(너를 보내며) - 1月26日 KBS「ミュージックバンク」MVP - Com' Back - 9月7日 KBS「ミュージックバンク」MVP - 9月12日 SBS「人気歌謡」1位 - 9月19日 SBS「人気歌謡」1位 - 9月21日 KBS「ミュージックバンク」MVP - 9月26日 SBS「人気歌謡」1位（トリプルクラウン） - 9月28日 KBS「ミュージックバンク」（MVP通算3週） - 予感(예감) - 10月19日 KBS「ミュージックバンク」MVP - 11月7日 SBS「人気歌謡」1位 - 11月9日 KBS「ミュージックバンク」1位（通算2週間） - 11月21日 SBS「人気歌謡」1位（通算2週間） |
| 2017年 | - BE WELL(아프지마요) - 5月12日 KBS「ミュージックバンク」1位 - 5月13日 MBC「ショー!音楽中心」1位 - 5月20日 MBC「ショー!音楽中心」1位（2週連続） |
| 2020年 | - ALL FOR YOU - 2月6日 Mnet「M COUNTDOWN」1位 |

## 略歴
<1997年>
- 1997年4月15日 : デビュー（KMTV ショー！ミュージックタンク）
- 1997年5月15日 : 1stアルバムをリリース
- 1997年7月17日 : ファンクラブ「D.S.F」1期の創立式
- 1997年9月20日 : ジェクスキスのタマゴッチゲーム「ポケット・ジェッキ」発売[40]
- 1997年10月31日 : 2ndアルバムの初ステージ（SBS充電100%ショー）
- 1997年11月15日 : 2ndアルバムをリリース
- 1997年12月4日 : スポーツソウル主催 《ソウル歌謡大賞》本賞
- 1997年12月14日 : 《大韓民国映像音盤大賞》本賞
- 1997年12月14日 : KMTV《歌謡大典》新人賞
- 1997年12月21日 : 初単独コンサート開催（ソウル世宗文化会館、2回公演）
- 1997年12月28日 : SBS《歌謡大典》10大歌手賞
- 1997年12月30日 : KBS《歌謡大賞》本賞
- 1997年12月31日 : MBC《韓国歌謡大祭典》10大歌手賞

<1998年>
- 1998年1月11日 : SBS《人気歌謡》初の王中王(MVP)
- 1998年1月30日 : ジェクスキス結成1周年記念式（果川市民会館）
- 1998年2月22日 : アンコール・コンサート開催（オリンピック体操競技場）
- 1998年2月28日 ~ 1998年4月5日 : 全国ツアーコンサート開催 (釜山・蔚山・光州・富山・大邱・大田)
- 1998年3月10日 : 第5回《大韓民国演芸芸術賞》青少年重唱歌手賞[41]
- 1998年4月25日 ~ 1998年5月5日 : ミュージカル「アリババと40人の盗賊」公演（世宗文化会館）
- 1998年5月5日 : 青瓦台(チョンワデ＝韓国大統領官邸)招待特別公演[42]
- 1998年7月5日 : 3rdアルバムの初ステージ（SBS人気歌謡）
- 1998年7月17日 : 主演映画「セブンティーン(Seventeen)」公開[43]
- 1998年7月22日 : 3rdアルバムをリリース
- 1998年10月31日 : スペシャルアルバム(3.5th)をリリース
- 1998年11月3日 : スペシャルアルバム(3.5th)初ステージ（KBS ミュージックバンク）
- 1998年12月5日 : 《大韓民国映像音盤大賞》本賞[44]
- 1998年12月6日 : KMTV《歌謡大典》本賞
- 1998年12月18日 : スポーツソウル主催《ソウル歌謡大賞》本賞・大賞（共同受賞H.O.T.）
- 1998年12月24日 : ジェッキのクリスマス・コンサート開催（釜山、社稷野球場）
- 1998年12月27日 : SBS《歌謡大典》10大歌手賞
- 1998年12月30日 : KBS《歌謡大賞》今年の歌手賞
- 1998年12月31日 : MBC《歌謡祭典》30歳未満の国民が選ぶ人気歌手賞

<1999年>
- 1999年2月6日 : 蔚山コンサートを開催（KBSホール、2回公演）
- 1999年2月21日 : 大邱コンサートを開催（慶北大学校）
- 1999年2月25日 ~ 1999年2月27日 : ソウル・コンサートを開催（KBS 88体育館）
- 1999年3月16日 : 第6回《大韓民国演芸芸術賞》青少年重唱歌手賞[45]
- 1999年3月20日 : コンサートライブアルバムをリリース
- 1999年4月18日 : デビュー2周年記念イベント及びファンクラブ創立式（オリンピック体操競技場）
- 1999年8月29日 : 4thアルバムの初ステージ（SBS人気歌謡）
- 1999年9月7日 : 4thアルバムをリリース
- 1999年9月23日 : 台湾アルバムをリリース
- 1999年10月11日 : ジェクスキス自伝『COM'BACK SECHSKIES』出版
- 1999年10月18日 : 初のレギュラーラジオ番組、MBCラジオ「ジェッキのFMプラス」初オンエアー
- 1999年12月5日 : 平壌公演 (2000年 平和親善音楽会)[46]
- 1999年12月6日 : サムスン電子がジェクスキスの携帯電話「ジェッキ・フォン」を発売[47]
- 1999年12月11日 : KMTV《歌謡大典》本賞
- 1999年12月14日 : スポーツソウル主催《ソウル歌謡大賞》本賞[48]
- 1999年12月16日 : 《大韓民国映像音盤大賞》本賞
- 1999年12月22日 : 文化部長官表彰状[49]
- 1999年12月30日 : KBS《歌謡大賞》今年の歌手賞[50]
- 1999年12月31日 : SBS《歌謡大典》本賞
- 1999年12月31日 : MBC《歌謡祭典》30歳未満の国民が選ぶ人気歌手賞

<2000年>
- 2000年1月2日 : 4thアルバムのラストステージ（SBS人気歌謡）
- 2000年1月12日 : デビュー1000日記念パーティ
- 2000年2月28日 : ソウル・コンサートを開催 (オリンピック体操競技場)
- 2000年4月16日 : レギュラーラジオ番組、MBCラジオ「ジェッキのFMプラス」最後のオンエアー
- 2000年5月18日 : ジェクスキス解散記者会見（インターコンチネンタル ソウル）[51]
- 2000年5月20日 : ラストステージ（ドリームコンサート2000、ソウルオリンピック主競技場）
- 2000年5月31日 : ラストアルバム「Blue Note」リリース
- 2000年7月31日 : デジタルシングル曲「Thanks」リリース

<2016年>
- 2016年4月14日 : 16年ぶりの再結成、ゲリラコンサート（MBC「無限に挑戦」、ソウルワールドカップ競技場）[52]
- 2016年9月10日 ~ 2016年9月11日 : 16年ぶりの単独コンサート「Yellow Note」開催（オリンピック体操競技場）[53]
- 2016年10月7日：デジタルシングル「THREE WORDS (セダノ)」リリース[54]
- 2016年10月17日 : オフィシャル・ファンクラブ「YELLOWKIES」旗揚げ[注 8]
- 2016年11月19日：2016《MelOn MUSIC AWARDS》「名誉の殿堂(Hall of Fame)」賞受賞[55]
- 2016年12月1日：リメイクアルバム「2016 Re-ALBUM」リリース [56]
- 2016年12月4日：リメイクアルバムの初ステージ（SBS人気歌謡）[57]
- 2016年12月10日 : 「Yellow Note Tour」大邱公演開催（EXCO）[58]
- 2016年12月24日 ~ 2016年12月25日 : 「Yellow Note Tour」釜山公演開催（BEXCO）[59]
- 2016年12月26日 : SBS《歌謡大典》出演[60][61]

<2017年>
- 2017年1月13日 : 第31回《ゴールデンディスク賞》「男性グループパフォーマンス賞」受賞[62]
- 2017年1月19日 : 第26回《ソウル歌謡大賞》本賞受賞[63]
- 2017年1月21日 ~ 2017年1月22日 : 「Yellow Note Final」ソウル公演開催（蚕室室内体育館）[64]
- 2017年2月22日 : 第6回《ガオンチャートミュージックアワード》「K-POP貢献賞」受賞[65]
- 2017年4月28日 ~ 2017年5月28日 : デビュー20周年記念展示会「YELLOW UNIVERSE」開催（ソウル麻浦区）[66]
- 2017年4月28日 : デビュー20周年記念アルバム「THE 20TH ANNIVERSARY」リリース[67][68]
- 2017年4月29日 : デビュー20周年記念アルバムの初ステージ（MBCショー!音楽中心）[69]
- 2017年5月4日 : 18年ぶりのファンサイン会開催（ソウル永登浦タイムスクエア）[70][71]
- 2017年5月12日 : 17年ぶりの音楽番組1位（KBS「ミュージックバンク」）[72][73]
- 2017年7月7日 ~ 2017年7月9日 : SECHSKIES THE 20TH ANNIVERSARY [NEW KIES ON THE HONOLULU] 劇場版の上映（CGV全国10劇場、 舞台挨拶：7月7日CGV龍山アイパークモール[注 9]）[74]
- 2017年7月15日 : デビュー20周年記念ファンミーティング「YELLOWKIES DAY」開催（ソウルオリンピック公園 SKハンドボール競技場）[75][76]
- 2017年7月19日 : 初の日本ライセンスアルバム「THE 20TH ANNIVERSARY -Japan Edition-」発売[77][78]
- 2017年7月23日・2017年9月3日 : 日本ファンミーティング開催（7月23日：横浜ベイホール・9月3日：なんばHatch）[注 10][79][80][81]
- 2017年9月21日 : 18年ぶりの正規アルバム(5thアルバム「ANOTHER LIGHT」)リリース[82][83]
- 2017年9月23日 : デビュー20周年記念コンサート「2017 SECHSKIES 20TH ANNIVERSARY CONCERT」開催（ソウル高尺スカイドーム）[84][85][86][87]
- 2017年9月24日 : 5thアルバムの初ステージ（SBS人気歌謡）[88][89]
- 2017年12月9日 : 全国ツアー光州公演開催（光州女子大学ユニバーシアード体育館）[90][91]
- 2017年12月23日 ~ 2017年12月24日 : 全国ツアー高陽公演開催（KINTEX）
- 2017年12月30日 : 全国ツアー釜山公演開催（BEXCO）
- 2017年12月31日 : MBC《歌謡大祭典》出演[92]

<2018年>
- 2018年1月6日 : 全国ツアー大邱公演開催（EXCO）[93]
- 2018年1月18日 : SECHSKIES THE MOVIE 「エイティーン」[注 11]の公開（韓国全国CGV、 舞台挨拶：1月11日 CGV龍山アイパークモール[注 12][94]）[95][96]
- 2018年2月14日 : 第7回《ガオンチャートミュージックアワード》「今年の歌手賞」（デジタル音源部門）受賞[97]
- 2018年4月1日 ~ 2018年4月15日 : デビュー21周年記念「SECHSKIES FAN FESTIVAL」開催[注 13][98]
- 2018年10月13日 ~ 2018年10月14日 : 2018コンサート「今、ここ、もう一度」開催（オリンピック体操競技場）[注 14][99][100]

<2019年>
- 2019年8月16日 : SECHSKIES デビュー22周年記念映画 「SECHSKIES'S HOUSE, 2019」[注 15]の公開（韓国ロッテシネマズ、 舞台挨拶：8月16日、ロッテシネマズ）[101][102]

<2020年>
- 2020年1月2日 : オフィシャル・ファンクラブ「YELLOWKIES」第2期発足[注 16]
- 2020年1月28日 : 2年4カ月ぶりのニューアルバム(SECHSKIES the 1st Mini Album)リリース[103][104]
- 2020年2月1日 : 「ALL FOR YOU」の初ステージ（MBC「ショー!音楽中心」）
- 2020年2月6日 : 「ALL FOR YOU」音楽番組1位（Mnet「M COUNTDOWN」）[105]
- 2020年3月6日 ~ 2020年3月8日 : 「SECHSKIES 2020 CONCERT ACCESS」開催[注 17][106]を予定していたが、新型コロナウィルス感染拡大のために開催を無期限延期[107]
- 2020年4月15日 : デビュー23周年記念バラエティー番組「SECHSKIES娯楽館」放送開始[注 18][108]
- 2020年5月15日 : ジェクスキス全メンバーが出演するtvNの新番組「四食ごはん」(삼시네세끼、ナ・ヨンソクPD演出)が放送開始[注 19][109](日本では11月19日に初放送[110])

<2021年>
- 2021年01月22日 : SECHSKIESとユ・ヒヨルの公約履行プロジェクトtvNの新番組「振り向かないで」（演出：ナ・ヨンソク、シン・ヒョジョンPD）放送開始[111](日本では4月26日から放送予定[112])
- 2021年02月05日 : デジタルシングル「DON’T LOOK BACK」(振り向かないで, 뒤돌아보지 말아요)リリース[113][114]
- 2021年4月24日 : デビュー24周年記念バラエティー番組「ジェクKEYを探せ」放送開始[注 20][115]

## コンサート・イベント

### 単独コンサート
| 日付           | タイトル                                | 開催国 | 開催地 | 場所                           |
| -------------- | --------------------------------------- | ------ | ------ | ------------------------------ |
| 1997年12月21日 | 初の単独コンサート                      | 韓国   | ソウル | 世宗文化会館                   |
| 1998年2月22日  | アンコール公演                          | 韓国   | ソウル | オリンピック体操競技場         |
| 1998年2月28日  | 全国ツアー                              | 韓国   | 釜山   | KBSホール                      |
| 1998年3月8日   | 全国ツアー                              | 韓国   | 蔚山   | KBSホール                      |
| 1998年3月14日  | 全国ツアー                              | 韓国   | 光州   | クドン体育館                   |
| 1998年3月22日  | 全国ツアー                              | 韓国   | 富川   | 富川室内体育館                 |
| 1998年3月28日  | 全国ツアー                              | 韓国   | 大邱   | ウバンタワーランド             |
| 1998年4月5日   | 全国ツアー                              | 韓国   | 大田   | EXPOアートホール               |
| 1998年12月24日 | クリスマスコンサート                    | 韓国   | 釜山   | 社稷野球場                     |
| 1999年2月6日   | 蔚山公演                                | 韓国   | 蔚山   | KBSホール                      |
| 1999年2月21日  | 大邱公演                                | 韓国   | 大邱   | 慶北大学校                     |
| 1999年2月25日  | ソウル公演                              | 韓国   | ソウル | KBS 88体育館                   |
| 1999年2月26日  | ソウル公演                              | 韓国   | ソウル | KBS 88体育館                   |
| 1999年2月27日  | ソウル公演                              | 韓国   | ソウル | KBS 88体育館                   |
| 2000年2月28日  | ソウル公演                              | 韓国   | ソウル | オリンピック体操競技場         |
| 2016年9月10日  | Yellow Note                             | 韓国   | ソウル | オリンピック体操競技場         |
| 2016年9月11日  | Yellow Note                             | 韓国   | ソウル | オリンピック体操競技場         |
| 2016年12月10日 | Yellow Note Tour                        | 韓国   | 大邱   | EXCO                           |
| 2016年12月24日 | Yellow Note Tour                        | 韓国   | 釜山   | BEXCO                          |
| 2016年12月25日 | Yellow Note Tour                        | 韓国   | 釜山   | BEXCO                          |
| 2017年1月21日  | Yellow Note Final                       | 韓国   | ソウル | 蚕室室内体育館                 |
| 2017年1月22日  | Yellow Note Final                       | 韓国   | ソウル | 蚕室室内体育館                 |
| 2017年9月23日  | 2017 SECHSKIES 20TH ANNIVERSARY CONCERT | 韓国   | ソウル | 高尺スカイドーム               |
| 2017年12月9日  | 全国ツアー                              | 韓国   | 光州   | 光州女大ユニバーシアード体育館 |
| 2017年12月23日 | 全国ツアー                              | 韓国   | 京畿道 | KINTEX                         |
| 2017年12月24日 | 全国ツアー                              | 韓国   | 京畿道 | KINTEX                         |
| 2017年12月30日 | 全国ツアー                              | 韓国   | 釜山   | BEXCO                          |
| 2018年1月6日   | 全国ツアー                              | 韓国   | 大邱   | EXCO                           |
| 2018年10月13日 | SECHSKIES 2018 CONCERT                  | 韓国   | ソウル | オリンピック体操競技場         |
| 2018年10月14日 | SECHSKIES 2018 CONCERT                  | 韓国   | ソウル | オリンピック体操競技場         |

### ファンミーティング・イベント
| タイトル                                   | 開催国 | 日付           | 開演  | 開催地 | 会場                         |
| ------------------------------------------ | ------ | -------------- | ----- | ------ | ---------------------------- |
| ‘THE 20TH ANNIVERSARY’ ファンサイン会      | 韓国   | 2017年5月4日   | 18:00 | ソウル | 永登浦タイムスクエア         |
| ‘THE 20TH ANNIVERSARY’ ファンサイン会      | 韓国   | 2017年5月18日  | 19:00 | 京畿道 | スターフィールド河南         |
| ‘THE 20TH ANNIVERSARY’ ファンサイン会      | 韓国   | 2017年5月20日  | 20:00 | ソウル | ロッテワールドタワー         |
| ‘THE 20TH ANNIVERSARY’ ファンサイン会      | 韓国   | 2017年5月21日  | 18:00 | ソウル | 現代シティアウトレット東大門 |
| ‘THE 20TH ANNIVERSARY’ ファンサイン会      | 韓国   | 2017年5月27日  | 18:30 | 京畿道 | AK PLAZA 盆唐店              |
| 2017 SECHSKIES FANMEETING 'YELLOWKIES DAY' | 韓国   | 2017年7月15日  | 15:00 | ソウル | SKハンドボール競技場         |
| 2017 SECHSKIES FANMEETING 'YELLOWKIES DAY' | 韓国   | 2017年7月15日  | 19:00 | ソウル | SKハンドボール競技場         |
| SECHSKIES JAPAN FAN MEETING 2017           | 日本   | 2017年7月23日  | 14:00 | 神奈川 | 横浜ベイホール               |
| SECHSKIES JAPAN FAN MEETING 2017           | 日本   | 2017年7月23日  | 18:00 | 神奈川 | 横浜ベイホール               |
| SECHSKIES JAPAN FAN MEETING 2017           | 日本   | 2017年9月3日   | 14:00 | 大阪   | なんばHatch                  |
| SECHSKIES JAPAN FAN MEETING 2017           | 日本   | 2017年9月3日   | 18:00 | 大阪   | なんばHatch                  |
| 2017 SECHSKIES AWARDS                      | 韓国   | 2017年9月23日  | 13:00 | ソウル | 高尺スカイドーム             |
| 'ANOTHER LIGHT' ファンサイン会             | 韓国   | 2017年9月29日  | 19:30 | ソウル | ロッテワールドモール         |
| 'ANOTHER LIGHT' ファンサイン会             | 韓国   | 2017年9月30日  | 18:00 | 京畿道 | スターフィールド高陽         |
| 'ANOTHER LIGHT' ファンサイン会             | 韓国   | 2017年10月1日  | 19:00 | ソウル | 現代シティアウトレット東大門 |
| 'ANOTHER LIGHT' ファンサイン会             | 韓国   | 2017年10月14日 | 19:30 | ソウル | 現代シティアウトレット東大門 |
| 'ANOTHER LIGHT' ファンサイン会             | 韓国   | 2017年10月15日 | 19:00 | 京畿道 | スターフィールド河南         |
| 'ALL FOR YOU' ファンサイン会               | 韓国   | 2020年2月1日   | 18:30 | ソウル | スタンフォードホテル         |
| 'ALL FOR YOU' ファンサイン会               | 韓国   | 2020年2月2日   | 18:30 | ソウル | 東子アートホール             |